# 타겟 (2023년 영화)
《타겟》은 2023년에 개봉한 대한민국의 영화이다.

## 캐스팅
- 신혜선 : 장수현 역
- 김성균 : 주 형사 역
- 임성재 : 그놈 역
- 임철수
- 이주영 : 오달자 역
- 금새록
- 강태오 : 나 형사 역 (특별출연)